# Valgma (Tabivere)
Valgma – wieś w Estonii, w prowincji Jõgeva, w gminie Tabivere.